# Monti Severo-Čujskij
I monti Severo-Čujskij (in russo Северо-Чуйский хребет?), o Čujskij Settentrionali, sono una catena montuosa dei monti Altaj e si trovano nella parte meridionale della Repubblica dell'Altaj, in Russia. Assieme agli Južno-Čujskij, o Čujskij Meridionali, fanno parte del sistema montuoso Čujskie Belki.

## Geografia
I Severo-Čujskij hanno una lunghezza di circa 120 km e raggiungono la loro massima altezza nella parte centrale dove si concentra la glaciazione principale. Qui l'altezza media è di circa 3600 m. Alcuni picchi superano i 4000 m, come il Maašej-Baš (4173 m) e l'Aktru (4044,4 m), e i ghiacciai hanno una superficie totale di circa 175 km². Il ghiacciaio più grande è il Maašej (ледник Маашей), lungo 10 km, il quale si trova sul versante settentrionale della catena e da cui scende il fiume Mažoj, affluente della Čuja. La catena è lo spartiacque tra i fiumi Karagem e Čagan-Uzun (a sud) e Čuja (a nord).
I monti sono composti da scisti, arenaria, calcari e rocce metamorfiche. La vegetazione è quella tipica della taiga sulle pendici fino a un'altitudine di 2200-2400 m; ad altezze superiori vi sono prati alpini e tundra.